# Base biológica de la personalidad
La base biológica de la personalidad es el conjunto de sistemas y mecanismos cerebrales que subyacen a la personalidad humana. La neurobiología humana, especialmente en lo que se refiere a rasgos y comportamientos complejos, no se comprende bien, pero la investigación sobre los fundamentos neuroanatómicos y funcionales de la personalidad es un campo de investigación activo. Los modelos animales de comportamiento, la biología molecular y las técnicas de imágenes cerebrales han proporcionado cierta información sobre la personalidad humana, especialmente la teoría del rasgo.
Gran parte de la comprensión actual de la personalidad desde una perspectiva neurobiológica pone énfasis en la bioquímica de los sistemas conductuales de recompensa, motivación y castigo. Esto ha llevado a algunas teorías de la personalidad con base biológica, como el modelo de personalidad de tres factores de Hans Eysenck, la teoría de la sensibilidad al refuerzo (RST) de Jeffrey Alan Gray y el modelo de personalidad de Cloninger. El modelo de los cinco grandes no tiene una base biológica, sin embargo, algunas investigaciones sobre las diferencias en las estructuras cerebrales proporcionaron apoyo biológico también para este modelo.

## Definición de personalidad en un contexto biológico
La personalidad se puede definir como un conjunto de características o rasgos que impulsan las diferencias individuales en el comportamiento humano. Desde una perspectiva biológica, estos rasgos se remontan a estructuras cerebrales y mecanismos neuronales. Sin embargo, esta definición y teoría de la base biológica no es universalmente aceptada. Existen muchas teorías contradictorias sobre la personalidad en los campos de la psicología, la psiquiatría, la filosofía y la neurociencia. Algunos ejemplos de esto son el debate entre naturaleza versus crianza y cómo la idea de un "alma" encaja en las teorías biológicas de la personalidad. 

## Historia de la investigación de la personalidad basada en la biología.

Hans Eysenck

Desde la época de los antiguos griegos, la humanidad ha intentado explicar la personalidad a través de creencias espirituales, filosofía y psicología. Históricamente, los estudios de la personalidad provienen tradicionalmente de las ciencias sociales y las humanidades, pero en las últimas dos décadas la neurociencia ha comenzado a tener más influencia en la comprensión de la personalidad humana. 
Algunas de las figuras más citadas e influyentes en la publicación de las primeras teorías de la personalidad basadas en la biología son Hans Eysenck y Jeffrey Alan Gray. Eysenck utilizó metodologías tanto conductuales como psicofisiológicas para probar y desarrollar sus teorías.  Publicó un libro en 1947 llamado Dimensiones de la personalidad, que describe las dimensiones de la personalidad, de la extraversión y el neuroticismo. Gray, alumno de Eysenck, estudió los rasgos de personalidad como diferencias individuales en la sensibilidad a estímulos gratificantes y castigadores.  La importancia del trabajo y las teorías de Gray fue su uso de la biología para definir el comportamiento, lo que estimuló muchas investigaciones posteriores. 
En 1951, Hans Eysenck y Donald Prell publicaron un experimento en el que se realizaron pruebas de neuroticismo a gemelos idénticos (monocigóticos) y fraternos (dicigóticos), de 11 y 12 años de edad. Se describió en detalle en un artículo publicado en el Journal of Mental Science en el que Eysenck y Prell concluyeron que "El factor del neuroticismo no es un artefacto estadístico, sino que constituye una unidad biológica que se hereda como un todo... la predisposición neurótica es en gran medida determinada hereditariamente ".  El estudio concluyó que el rasgo de neuroticismo era el resultado de hasta el ochenta por ciento de la genética. Hubo una correlación más fuerte entre gemelos idénticos que entre gemelos fraternos. 
La idea de la investigación de la personalidad basada en la biología es relativamente nueva, pero está creciendo en interés y número de publicaciones.  En agosto de 2004, hubo una conferencia específicamente sobre el tema, llamada La base biológica de la personalidad y las diferencias individuales.  Esto permitió presentar y compartir ideas entre psicólogos, psiquiatras, genetistas moleculares y neurocientíficos y, finalmente, dio origen al libro con el mismo título.  El libro es una colección de investigaciones actuales (a partir de 2006) en el campo aportadas por muchos autores y editado por Turhan Canli. Recientemente, el profesor de psicología Colin G. DeYoung incluso nombró la idea como el campo de la "Neurociencia de la personalidad".  Además, recientemente se ha creado una revista dedicada a cultivar la investigación sobre las bases neurobiológicas de la personalidad y se llama "Neurociencia de la personalidad". 

## Teorías de la personalidad con base biológica
Existen muchas teorías de la personalidad que se centran en la identificación de un conjunto de rasgos que abarcan la personalidad humana. Sin embargo, pocos tienen una base biológica. Esta sección describirá algunas teorías de la personalidad que tienen una base biológica.

### El modelo de personalidad de tres factores de Eysenck
El modelo de personalidad de tres factores de Eysenck era una teoría causal de la personalidad basada en la activación de la formación reticular y el sistema límbico. La formación reticular es una región del tronco del encéfalo que participa en la mediación de la excitación y la conciencia. El sistema límbico participa en la mediación de las emociones, el comportamiento, la motivación y la memoria a largo plazo.
- Extraversión (E): grado en el que las personas son extrovertidas e interactúan con otras personas, lo cual está mediado por la activación de la formación reticular.
- Neuroticismo (N): grado de inestabilidad emocional asociado con el sistema límbico.
- Psicoticismo (P) – grado de agresión y hostilidad interpersonal.

### Teoría de la sensibilidad al refuerzo de Gray
La teoría de la sensibilidad al refuerzo (Reinforcement sensitivity theory=RST) de Gray se basa en la idea de que hay tres sistemas cerebrales que responden de manera diferente a estímulos de recompensa y castigo. 
- Sistema de lucha o huida (Fight-or-flight response=FFFS): media la emoción de miedo (no ansiedad) y la evitación activa de situaciones peligrosas. Los rasgos de personalidad asociados con este sistema son la propensión al miedo y la evitación.
- Sistema de inhibición del comportamiento (Behavioral inhibition system=BIS): media la emoción de ansiedad y el comportamiento cauteloso de evaluación de riesgos al entrar en situaciones peligrosas debido a objetivos conflictivos. Los rasgos de personalidad asociados con este sistema son la propensión a la preocupación y la ansiedad.
- Sistema de enfoque conductual (Behavioral approach system=BAS): media la emoción del "placer anticipatorio", resultante de reacciones a estímulos deseables. Los rasgos de personalidad asociados con este sistema son el optimismo, la orientación a la recompensa y la impulsividad.

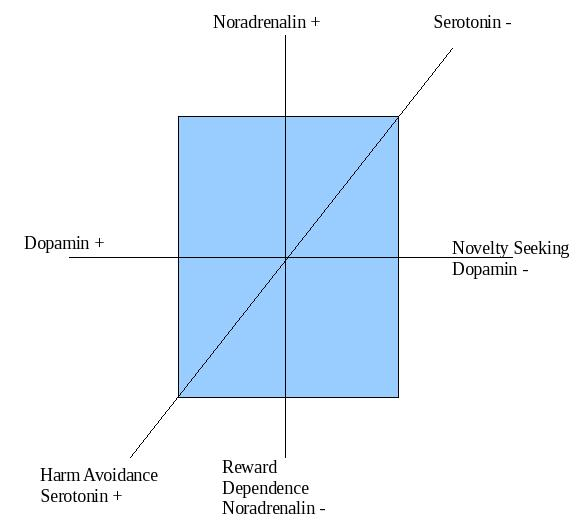
Las dimensiones biológicas de la personalidad de Cloninger

### Modelo clonador de personalidad
Este modelo de personalidad se basa en la idea de que las diferentes respuestas a estímulos novedosos, gratificantes y de castigo (las principales características de la mente humana) son causadas por una interacción de las tres dimensiones siguientes:
- Búsqueda de novedad (Novelty seeking=NS): grado en el que las personas son impulsivas, correlacionado con una baja actividad de dopamina.
- Evitación de daños (Harm avoidance=HA): grado en el que las personas están ansiosas, correlacionado con una alta actividad de serotonina.
- Dependencia de recompensa (Reward dependence=RD): grado en el que las personas buscan aprobación, correlacionado con una baja actividad de noradrenalina.

### Modelo de personalidad de cinco factores.
El modelo de cinco factores (también conocido como los Cinco Grandes) es una evaluación de la personalidad ampliamente utilizada que describe cinco rasgos fundamentales que posee una persona:
- Apertura : grado en el que las personas disfrutan experimentar nuevos estímulos.
- Escrupulosidad : grado en el que las personas son diligentes y orientadas a objetivos.
- Extraversión : grado en el que las personas buscan estímulos fuera de sí mismas.
- Amabilidad : grado en el que las personas intentan cooperar y complacer a los demás.
- Neuroticismo : grado en el que las personas son emocionalmente inestables.

Existe una gran cantidad de investigaciones que relacionan los rasgos de los Cinco Grandes con diferencias individuales en la estructura y función del cerebro, medidas mediante técnicas basadas en resonancia magnética. Una selección de estos hallazgos se describe en la sección "Bases de la personalidad de las imágenes cerebrales" a continuación.

### Modelo de personalidad de dos factores.
Se puede derivar una estructura factorial de orden superior a partir de los rasgos de los Cinco Grandes, ya que a menudo se ha descubierto que estos rasgos están correlacionados. La amabilidad, la escrupulosidad y el neuroticismo (al revés) se pueden resumir en un solo factor α, o factor de estabilidad. Por otro lado, la extraversión y la apertura se pueden resumir en un solo factor β, o factor de plasticidad.   Se ha demostrado que estos dos meta-rasgos son significativamente heredables mediante el análisis genético del comportamiento,  lo que sugiere una base neurobiológica que es única y específica de estos meta-rasgos. De hecho, un creciente conjunto de evidencia demuestra que la serotonina está asociada con la estabilidad y la dopamina con la plasticidad.   

## Técnicas experimentales
Existen muchas técnicas experimentales para medir la biología del cerebro, pero existen cinco métodos principales que se utilizan para investigar las bases biológicas de la personalidad.  Los datos biológicos de estos métodos suelen correlacionarse con rasgos de personalidad. Estos rasgos de personalidad suelen estar determinados por cuestionarios de personalidad. Sin embargo, los cuestionarios de personalidad pueden estar sesgados porque son autoinformados. Como resultado, los científicos enfatizan el uso de varias medidas diferentes de personalidad,   en lugar de medidas de personalidad únicamente autoinformadas. Por ejemplo, otra medida de los rasgos de personalidad es la observación del comportamiento. Se ha observado que tanto los humanos como los animales miden los rasgos de personalidad, pero los animales son particularmente útiles para estudiar la relación conductual-biológica a largo plazo de la personalidad. 
Otro método interesante que se ha vuelto más sofisticado y asequible para los investigadores es el método de análisis de la expresión del genoma completo. Este método implica recopilar datos de una gran cantidad de genes simultáneamente, lo que proporciona muchas ventajas en el estudio de la personalidad. En un artículo escrito por Alison M. Bell y Nadia Aubin-Horth, describen las ventajas muy claramente al afirmar: "Por un lado, es probable que la base genética de la personalidad sea poligénica, por lo que tiene sentido estudiar muchos genes simultáneamente. Además, los productos genéticos rara vez actúan solos, sino que desempeñan su función interactuando entre sí en vías y redes. Como resultado, los cambios moleculares que caracterizan un fenotipo con frecuencia no se basan en un solo marcador o gen, sino en todo un gen. Por lo tanto, el perfil de expresión del genoma completo tiene el potencial de revelar nuevos genes y vías candidatos". 
| Método                      | Función | Significado |
| --------------------------- | --- | --- |
| Electroencefalografía (EEG) | Este método mide la actividad eléctrica en la superficie del cerebro a través del cuero cabelludo y tiene una alta resolución temporal. | Antes de la llegada de la tecnología de imágenes cerebrales, el único método para medir la actividad cerebral era la electroencefalografía (EEG). |
| Imagen mental               | Las imágenes cerebrales pueden referirse a imágenes estructurales o funcionales. Las imágenes estructurales permiten el análisis utilizando características estructurales del cerebro, mientras que las imágenes funcionales implican medir la actividad cerebral. Las imágenes estructurales del cerebro se pueden lograr mediante el uso de imágenes por resonancia magnética (MRI). Ejemplos de métodos de imágenes funcionales incluyen la tomografía por emisión de positrones (PET) y la resonancia magnética funcional (fMRI). Las exploraciones PET miden el metabolismo asociado con la actividad cerebral y la resonancia magnética funcional mide el flujo de sangre en el cerebro, que refleja la actividad cerebral local. La resonancia magnética tiene una resolución espacial particularmente alta y es totalmente no invasiva, mientras que las exploraciones PET requieren la inyección de trazadores radiactivos. | Las imágenes cerebrales han catalizado la investigación de los correlatos neurobiológicos de la personalidad. |
| Genética molecular          | Este método se utiliza para analizar un vínculo gen-rasgo midiendo la estructura y función de los genes en el cerebro. | Se espera que crezca el uso de la genética molecular en la investigación de la personalidad basada en la biología. |
| Ensayos moleculares         | Este método se utiliza para analizar la cantidad de sustancias psicoactivas, como hormonas y neurotransmisores. | Juntos, estos dos métodos pueden cuantificar, definir y manipular específicamente los efectos de las moléculas cerebrales sobre el comportamiento y los rasgos de personalidad. Esto tiene una gran importancia clínica para el tratamiento de los trastornos de la personalidad. |
| Manipulación farmacológica  | Este método se utiliza para alterar los niveles de sustancias bioquímicas y observar los efectos sobre el comportamiento. | Juntos, estos dos métodos pueden cuantificar, definir y manipular específicamente los efectos de las moléculas cerebrales sobre el comportamiento y los rasgos de personalidad. Esto tiene una gran importancia clínica para el tratamiento de los trastornos de la personalidad. |

## Correlaciones genéticas y moleculares con la personalidad

### Neurotransmisores

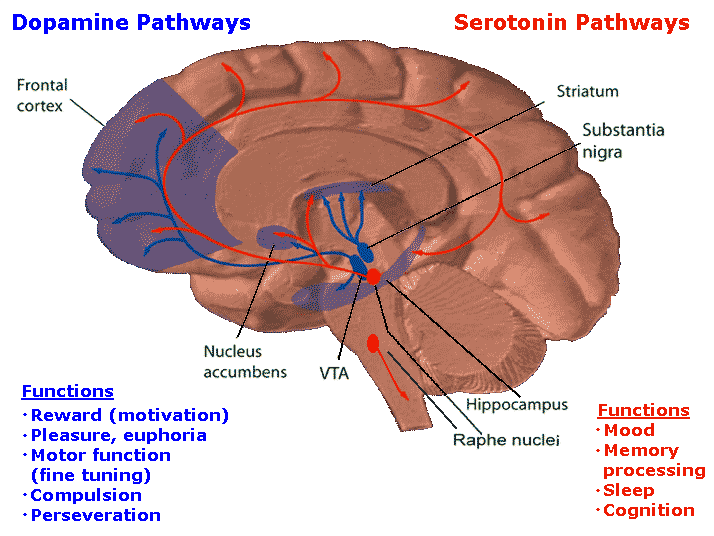
Vías de la dopamina y la serotonina.

Las teorías de la personalidad basadas en la biología (que se analizan a continuación) se basan en la correlación de los rasgos de la personalidad con los sistemas de comportamiento relacionados con la motivación, la recompensa y el castigo. En un nivel amplio, esto involucra al sistema nervioso autónomo, los circuitos de procesamiento del miedo en la amígdala, la vía de recompensa desde el área tegmental ventral (VTA) hasta el núcleo accumbens y la corteza prefrontal. Todos estos circuitos dependen en gran medida de los neurotransmisores y sus precursores, pero la mayor parte de las investigaciones han respaldado las vías de la dopamina y la serotonina:
- Dopamina : La dopamina es un neurotransmisor monoamina que se ha descubierto que promueve el comportamiento exploratorio. [23] Las vías dopaminérgicas se han correlacionado específicamente con el rasgo de extraversión del modelo de personalidad de cinco factores. [16] La enzima monoaminooxidasa (MAO) tiene una afinidad preferencial por la dopamina y sus niveles están inversamente correlacionados con la búsqueda de sensaciones. [17]
- Serotonina : La serotonina es un neurotransmisor monoamina y se ha descubierto que promueve la conducta de evitación a través de vías inhibidoras. [23] Específicamente, la serotonina se ha asociado con el neuroticismo, la amabilidad y la escrupulosidad (rasgos definidos por el modelo de personalidad de cinco factores). [16]

### Genes
Estudios anteriores muestran que los genes representan como máximo el 50 por ciento de un rasgo determinado.  Sin embargo, está ampliamente aceptado que la variación en la secuencia de genes afecta el comportamiento y los genes son un factor de riesgo importante para los trastornos de la personalidad.  Con el creciente interés en el uso de la genética molecular para rastrear las bases biológicas de la personalidad,  es posible que en el futuro se encuentren más vínculos entre genes y rasgos.
Se ha descubierto que diversos polimorfismos y repeticiones de secuencias en el gen del receptor de dopamina D4 y el gen transportador de serotonina 5-HTTLPR influyen en el rasgo de extraversión en adultos. Específicamente, los participantes del estudio con al menos una copia de la variante de 7 repeticiones del gen del receptor de dopamina D4 tuvieron puntuaciones más altas de extraversión autoinformada.  Esto sugiere que la dopamina y la serotonina interactúan para regular los rasgos de comportamiento conflictivos de la exploración descuidada versus la inhibición cautelosa. 

### Plasticidad sináptica
La plasticidad sináptica se refiere a la capacidad de las neuronas para fortalecer o debilitar las conexiones entre ellas. Según la teoría de Hebbian, estas conexiones se fortalecen y mantienen mediante estimulación repetida entre neuronas. Específicamente, se hace hincapié en la potenciación a largo plazo (LTP), que es el fortalecimiento prolongado de las conexiones sinápticas que facilitan el aprendizaje a partir de la experiencia.
A mayor escala, existen muchas vías y regiones cerebrales que son interdependientes y contribuyen a una personalidad cohesiva y estable. Por ejemplo, la amígdala y el hipocampo del sistema límbico median la intensidad emocional y consolidan la memoria de estas experiencias. Pero el mecanismo básico por el cual estas vías y regiones del cerebro realizan estas funciones es la plasticidad sináptica. En última instancia, todo se reduce a esta característica de las neuronas que permite al cerebro aprender de experiencias repetidas, retener recuerdos y, en última instancia, mantener la personalidad.  Joseph LeDoux, un neurocientífico galardonado, afirma que aunque los humanos compartimos los mismos sistemas cerebrales, es el cableado único de las neuronas lo que es diferente en cada persona y determina su personalidad. 

## Bases de la personalidad de las imágenes cerebrales
Durante las últimas dos décadas, se han utilizado técnicas de resonancia magnética estructural (sMRI) y de resonancia magnética funcional (fMRI) para estudiar las asociaciones entre las activaciones neuronales en el cerebro y los rasgos de personalidad y otros procesos cognitivos, sociales y emocionales que caracterizan la personalidad. El uso de métodos basados en resonancia magnética para tales estudios se ha vuelto cada vez más popular debido a la naturaleza no invasiva de la resonancia magnética y su alta resolución.

### Imágenes por resonancia magnética estructural
El uso de imágenes por resonancia magnética estructural (sMRI) para comprender las bases neurobiológicas de la personalidad y el funcionamiento sociocognitivo implica evaluar la relación entre las diferencias individuales en estos factores y las diferencias individuales en las medidas de la estructura cerebral, como el volumen de materia gris, el grosor cortical o la estructura. Integridad de los tractos de sustancia blanca.
Los estudios han demostrado que el volumen cerebral se correlaciona significativamente con cuatro de las cinco grandes medidas de personalidad. La extraversión se asoció con un mayor volumen de la corteza orbitofrontal medial, una región asociada con el procesamiento de estímulos relacionados con la recompensa. La escrupulosidad se asoció con un mayor volumen en la corteza prefrontal lateral, una región involucrada en la planificación y el control voluntario del comportamiento. La amabilidad se asoció con un mayor volumen en las regiones involucradas en la mentalización, que es la capacidad de inferir las intenciones y estados mentales de otros individuos. El neuroticismo se asoció con un mayor volumen de regiones del cerebro asociadas con amenazas, castigos y emociones negativas. La apertura/intelecto no se correlacionó significativamente con el volumen de ninguna estructura cerebral.  En otro estudio, el neuroticismo se correlacionó negativamente con el volumen de materia gris de la amígdala derecha, mientras que la extraversión se correlacionó positivamente con el volumen de materia gris de la amígdala izquierda.  Un estudio separado también informó una asociación significativa entre las puntuaciones de neuroticismo y el volumen de materia gris de la amígdala izquierda.  En un estudio de resonancia magnética,  la búsqueda de novedad se correlacionó con un mayor volumen de materia gris en las regiones de la corteza cingulada, la evitación de daños se correlacionó con una disminución del volumen de materia gris en las cortezas orbitofrontal, occipital y parietal. La dependencia de la recompensa se correlaciona con una disminución del volumen de materia gris en el núcleo caudado.
Una línea de investigación separada pero similar ha utilizado imágenes con tensor de difusión para medir la integridad estructural de la materia blanca en el cerebro. Un estudio ha demostrado que el neuroticismo se correlaciona negativamente con la integridad estructural de los tractos de materia blanca que conectan varias regiones del cerebro, como la corteza prefrontal, la corteza parietal, la amígdala y otras regiones de la subcorteza. Por otro lado, la Apertura y la Amabilidad se asocian positivamente con la integridad estructural de estos tractos de sustancia blanca. La apertura también se asoció positivamente con la integridad estructural de la materia blanca que interconecta la corteza prefrontal dorsolateral en ambos hemisferios. 

### Imágenes por resonancia magnética funcional
La resonancia magnética funcional (fMRI) implica la medición indirecta de la actividad neuronal midiendo las alteraciones en los campos magnéticos locales del cerebro. Estas alteraciones locales están relacionadas con cantidades diferenciales de flujo sanguíneo al cerebro, lo que está relacionado con la actividad neuronal. Los primeros trabajos que utilizan fMRI han estudiado si las diferencias individuales en los rasgos de personalidad y el funcionamiento sociocognitivo están asociadas con diferencias individuales en las activaciones neuronales en ciertas regiones del cerebro durante ciertas tareas. Dichos estudios han demostrado asociaciones entre las respuestas neuronales de regiones individuales del cerebro a ciertas tareas y las diferencias individuales en una amplia gama de funcionamiento sociocognitivo, como el comportamiento de aproximación/evitación,  la sensibilidad al rechazo,  las concepciones de uno mismo,   y susceptibilidad a mensajes persuasivos.  Una pequeña colección de estudios de resonancia magnética funcional también ha demostrado una relación significativa entre las respuestas del cerebro a ciertas tareas y las medidas de la encuesta de personalidad, como la extraversión y el neuroticismo.  
Con el tiempo, los investigadores de neurociencia han reconocido que las regiones del cerebro no funcionan de forma aislada. De hecho, la sincronización de las tasas de activación de las neuronas en diferentes regiones del cerebro ayuda a mediar en la integración y el procesamiento de la información en todo el cerebro.   Por lo tanto, los estudios que relacionan la activación neuronal en regiones individuales con medidas de personalidad y el funcionamiento sociocognitivo asociado ignoran información sobre cómo la personalidad y el funcionamiento sociocognitivo se relacionan con las activaciones neuronales en múltiples regiones del cerebro. Por ejemplo, es poco probable que la activación neuronal en una sola región del cerebro se asocie unilateralmente con diferencias individuales en las medidas de personalidad, como la tendencia a regular negativamente las emociones negativas. Sin embargo, la conectividad funcional, o la sincronización de la actividad neuronal, entre dos regiones del cerebro puede estar relacionada con diferencias individuales en la personalidad y el funcionamiento sociocognitivo. Por ejemplo, un estudio encontró que en una tarea de regulación de emociones, el acoplamiento de respuestas neuronales en la amígdala y la corteza prefrontal se asociaba significativamente con una regulación más exitosa de las emociones negativas.  Otros estudios demostraron que el neuroticismo se asocia con una conectividad funcional relativamente baja entre la amígdala y la corteza cingulada anterior durante una variedad de tareas, como ver estímulos emocionales negativos   y durante una tarea de recompensa de condicionamiento clásico. 

#### Conectividad funcional en estado de reposo
La conectividad funcional también se puede medir en reposo, durante el cual los individuos no participan explícitamente en ninguna tarea.  Estas conectividades funcionales en estado de reposo también pueden estar relacionadas con medidas de personalidad y otros funcionamientos sociocognitivos. Por ejemplo, un estudio encontró que los patrones de conectividad funcional que se originan en la amígdala predicen las puntuaciones de neuroticismo y extraversión.  Sin embargo, las medidas de personalidad y el funcionamiento sociocognitivo no se ven respaldados únicamente por la conectividad funcional entre dos regiones cerebrales determinadas. De hecho, examinar la conectividad funcional a través del cerebro puede arrojar más luz sobre las bases neurobiológicas de la personalidad y el funcionamiento sociocognitivo.  Por ejemplo, una línea de investigación reciente ha demostrado que las diferencias individuales en los conectomas funcionales, que se caracterizan por patrones de sincronización espontánea de activaciones neuronales en todo el cerebro, predicen las diferencias individuales en la personalidad y el funcionamiento sociocognitivo, como la apertura a la experiencia,  inteligencia fluida,  y niveles de rasgo de paranoia.  El uso de conectomas funcionales para predecir diferencias individuales se conoce como "huella digital de conectomas funcionales" y permite a los investigadores construir modelos de personalidad y funcionamiento sociocognitivo basados en la actividad neuronal en todo el cerebro en lugar de en regiones individuales (si se utilizan activaciones neuronales) o pares individuales. de regiones (si se utiliza conectividad funcional). 

#### Análisis basado en la teoría de grafos.
Los conectomas funcionales se pueden destilar en redes cerebrales intrínsecas constituyentes que están presentes durante el sueño, el reposo y durante las tareas.  Estas redes cerebrales también se pueden mapear de manera confiable en sistemas cognitivos.   La red de modo predeterminado, por ejemplo, está compuesta por regiones como la corteza prefrontal medial, la circunvolución angular, la unión temporoparietal y el hipocampo, por nombrar algunas. Un estudio ha demostrado que la extraversión y la amabilidad se correlacionan positivamente con la actividad neuronal general en la red en modo predeterminado.  Evaluar la relación entre la actividad neuronal en las redes cerebrales y los rasgos de personalidad es un primer paso importante para identificar dónde puede localizarse la base neurobiológica de los rasgos de personalidad. Sin embargo, este enfoque no ofrece una explicación mecanicista completa de cómo y por qué las diferencias individuales en estas redes cerebrales se relacionan con las diferencias individuales en la personalidad.  Para abordar esta brecha, los investigadores de neurociencia han comenzado a aprovechar enfoques teóricos de grafos para comprender mejor las características de estas redes cerebrales, como su agrupabilidad, eficiencia y modularidad. Por ejemplo, un estudio ha demostrado que las diferencias individuales en el comportamiento de evitación de daños relacionados con la ansiedad se asociaron con una eficiencia relativamente baja (es decir, una longitud de trayectoria alta) en la red cerebral insular - opercular en reposo. Este hallazgo sugiere que el rasgo de ansiedad puede estar asociado con una transferencia de información relativamente lenta e ineficiente dentro de la red cerebral insular-opercular.  Otro estudio utilizó un enfoque teórico de grafos para demostrar que un alto rasgo de impulsividad se asociaba con una modularidad relativamente alta de las redes cerebrales en estado de reposo, de modo que las redes cerebrales exhibían una densidad de conectividad funcional dentro del sistema relativamente alta pero una densidad de conectividad funcional entre sistemas relativamente baja..  Un estudio separado también ha demostrado que una alta escrupulosidad se asocia con una alta agrupación local y una alta centralidad de intermediación dentro de la red de modo predeterminado y la red frontoparietal (FPN).  Dado el papel de la FPN en el control cognitivo, estos hallazgos sugieren que las personas con un alto nivel de escrupulosidad pueden exhibir un mayor control cognitivo. Además, una mayor interconectividad dentro de la DMN también proporciona evidencia convergente de que los individuos muy concienzudos pueden ser expertos en tareas cognitivas de alto nivel, como la planificación compleja, dado que la DMN está fuertemente asociada con la función ejecutiva de alto nivel y la memoria de trabajo. 